# Nieder-Werbe
Nieder-Werbe is een stadsdeel van  Waldeck in de deelstaat Hessen in Duitsland. Nieder-Werbe hoort bij het district Waldeck-Frankenberg.
Nieder-Werbe ligt aan de Uerdinger Linie, in het traditionele gebied van het Hoogduits. Nieder-Werbe ligt aan de Edersee, bij Ober-Werbe.

## Externe link

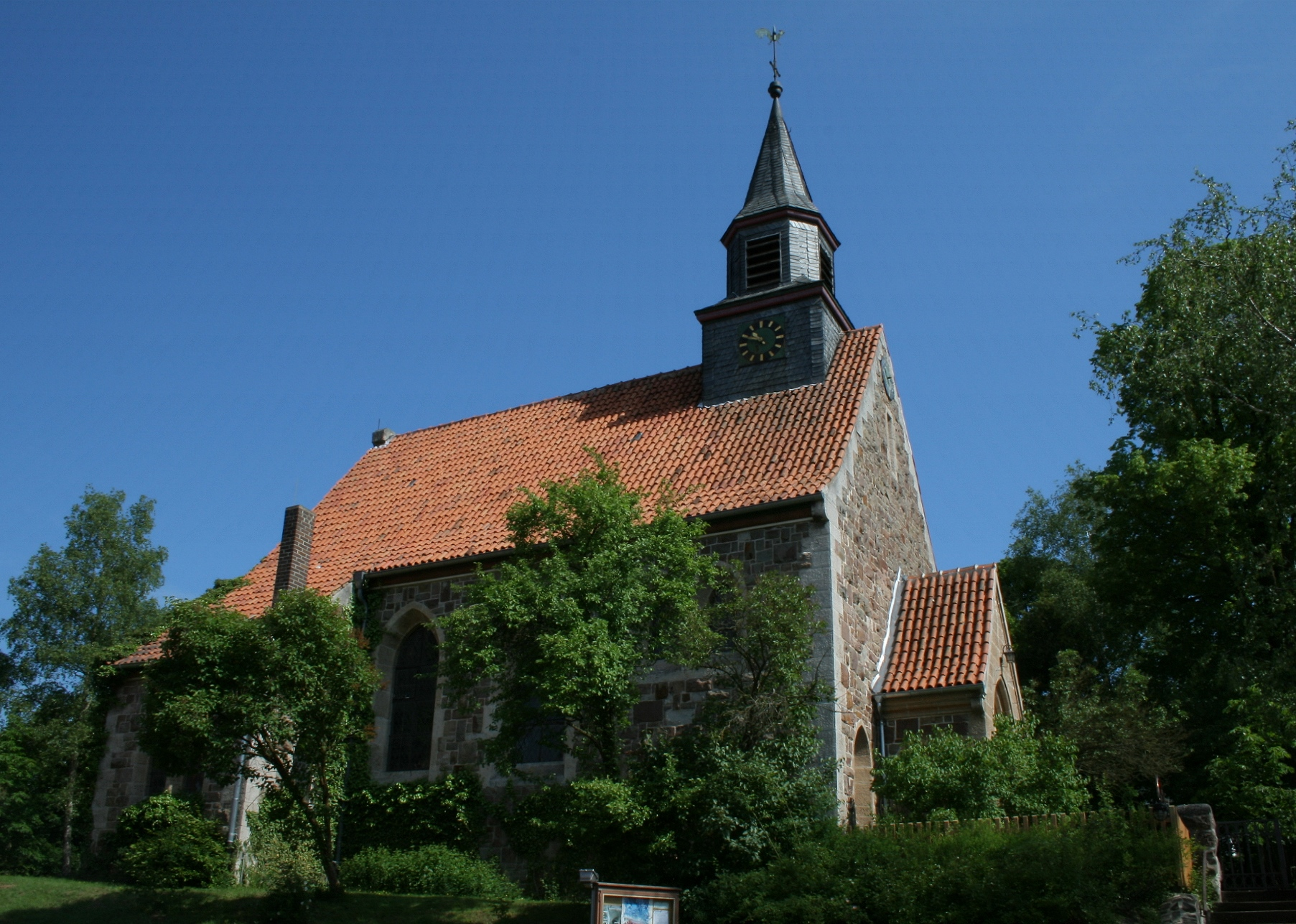
Kerk